# Dihydrochalcone
Pour les articles homonymes, voir DHC.
La dihydrochalcone (DHC) ou 1,3-diphénylpropan-1-one est un composé chimique proche de la chalcone. Il s'agit d'une molécule de chalcone dont la double liaison centrale (celle de la fonction énone) a été hydrogénée.

## Dérivés
- L'aspalathine, un C-hétéroside de la dihydrochalcone liée à une molécule de glucose, naturellement présente dans le rooibos, un arbuste dont les feuilles sont utilisées en infusion.
- La naringine dihydrochalcone un hétéroside synthétique à la saveur sucrée intense, synthétise à partir de la naringine.
- la néohespéridine dihydrochalcone (NHDC), un édulcorant au pouvoir sucrant élevé, obtenu par hydrogénation de la néohespéridine, un hétéroside naturellement présent dans la peau des Citrus.
- La phlorétine, une dihydrochalcone trihydroxylée, présente dans les feuilles de pommier.
- La nothofagine, un C-hétéroside de la phlorétine, présente dans la feuille de rooibos.
- La phloridzine, un O-hétéroside de la phlorétine, présente dans l'écorce des arbres de la famille des Rosaceae (poirier, pommier, cerisier) et présente dans la pomme.